# Gnocco di taro
Lo gnocco di taro (cinese: 芋角; Jyutping: wu6 gok3; cantonese Yale: wuhgók) è una varietà di dim sum servita nella cucina cinese. È un piatto standard nei ristoranti dim sum di Hong Kong e di tutto il mondo. Nelle Chinatown americane viene spesso venduto come dolce cinese. È noto anche come crocchetta di taro, raviolo di taro fritto o semplicemente raviolo di taro.
Il guscio esterno è costituito da uno spesso strato di taro bollito e schiacciato; il ripieno è composto da carne di maiale stagionata macinata. Gli gnocchi vengono fritti e lo strato più esterno di taro diventa croccante, leggero e soffice.